# Richard Wilson
Richard Wilson (Penegoes, Montgomeryshire, Gales, Reino de Gran Bretaña, 1 de agosto de 1714 – Denbighshire, Gales, Reino de Gran Bretaña, 15 de mayo de 1782) fue un pintor paisajista británico, considerado uno de los más importantes especialistas en este género del siglo xviii. Fue uno de los miembros fundadores de la Society of Artists of Great Britain y de la Royal Academy of Arts en 1768.

## Biografía
Richard Wilson nació en Penegoes (Montgomeryshire), donde su padre era clérigo. Sir George Wynne, pariente de su madre, notó su gusto por el arte y en 1729 lo envió a Londres para estudiar con Thomas Wright, un pintor de retratos poco conocido. Luego de que tomara un rumbo independiente adquirió una buena práctica. Entre los encargos que consiguió figura un retrato de cuerpo entero del príncipe de Gales y el duque de York, pintados para su tutor, el obispo de Norwich. En 1749 Wilson visitó Italia, donde pasó seis años. 
En 1755 regresó a Inglaterra, y se convirtió en uno de los primeros pintores de paisaje Inglés. Niobe, una de sus obras más poderosas, se expuso en la Sociedad de Artistas en 1760. Cuando se estableció la Royal Academy of Arts en 1768 fue uno de los miembros originales, y fue colaborador habitual en sus exposiciones hasta 1780. 

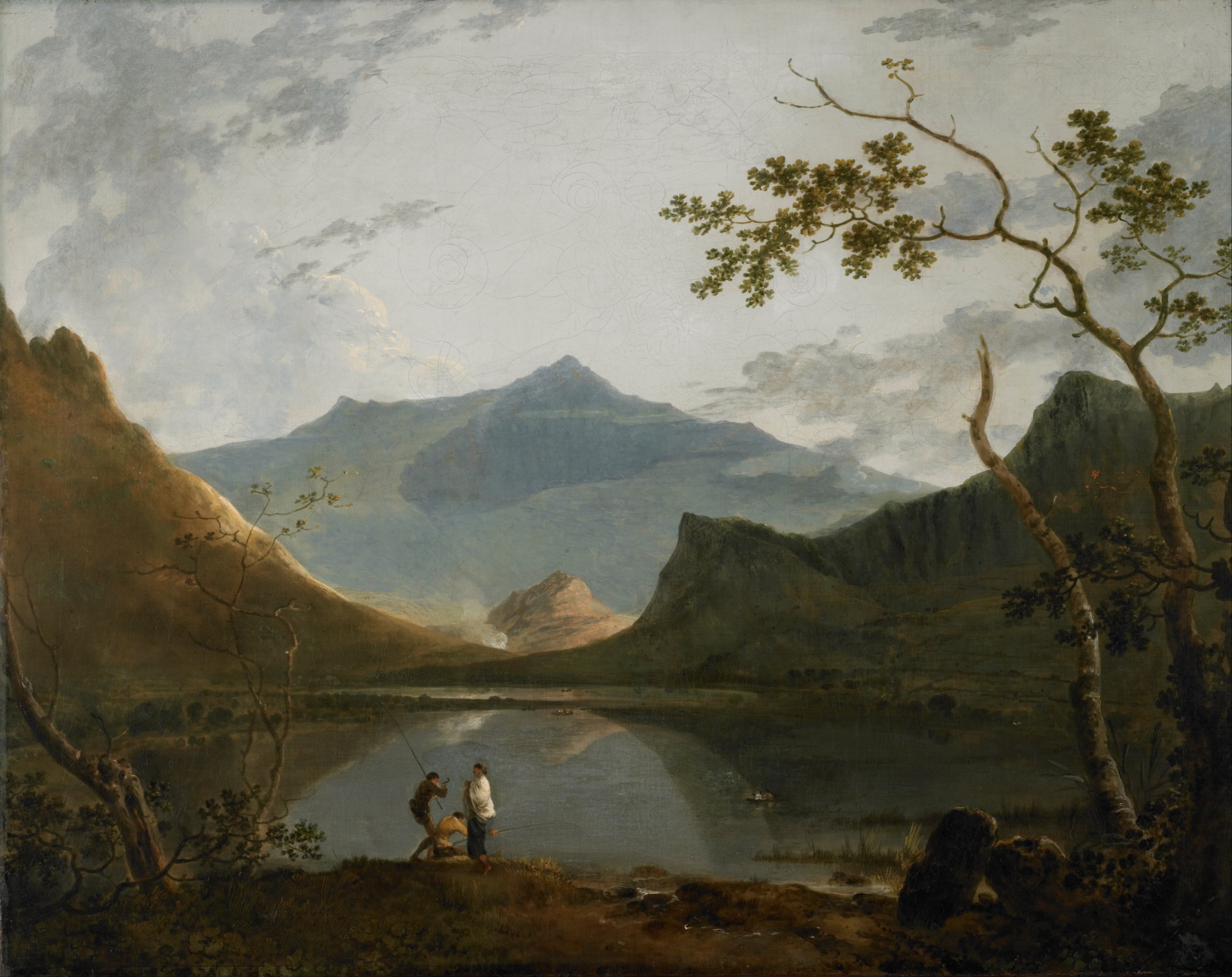
Vista desde Llyn Nantlle al monte Snowdon, c. 1766, óleo sobre lienzo, 100 x 127 cm, Nottingham Castle Museum

Durante su vida, sus paisajes no fueron populares. Se dice que tenía un temperamento amargado, quizás porque los problemas de dinero lo agobiaron prácticamente toda su vida. Tuvo que vivir en un cuarto oscuro, medio amueblado en Tottenham Court Road, Londres. En 1776, sin embargo, obtuvo el puesto de bibliotecario de la Academia, y por la muerte de un hermano adquirió una pequeña propiedad cerca de Denbighshire, a la que se retiró para pasar sus últimos días, y donde murió repentinamente en mayo de 1782. Se dice también que era alcohólico. 
Después de su muerte, su fama creció y en 1814 alrededor de setenta de sus obras fueron exhibidas en la British Institution. La National Gallery de Londres tiene nueve de sus paisajes.

## Obras

### Paisajes
- Caernarfon Castle
- Dolbadarn Castle
- Dover Castle
- Lake Avernus with a Sarcophagus
- Lydford Waterfall, Tavistock
- River at Penegoes
- The Garden of the Villa Madama, Rome
- Valley of the Mawddach with Cader Idris
- View at Tivoli
- View in Windsor Great Park
- Cilgerran Castle
- Classical Landscape, Strada Nomentana
- Conway Castle
- Dolgellau Bridge
- Italian Scene with an arch
- Acqua Acetosa, on the Tiber
- Coast Scene near Naples
- The Old Welsh Bridge, Shrewsbury
- Rome from the Ponte Molle (1754)
- Dinas Bran Castle, near Llangollen (1770 c.)
- Pembroke Town and Castle (1774)
- Llyn-y-Cau, Cader Idris (1774?)

### Otros
- Ceyx and Alcyone (1768)